# Gian Vittorio Rossi

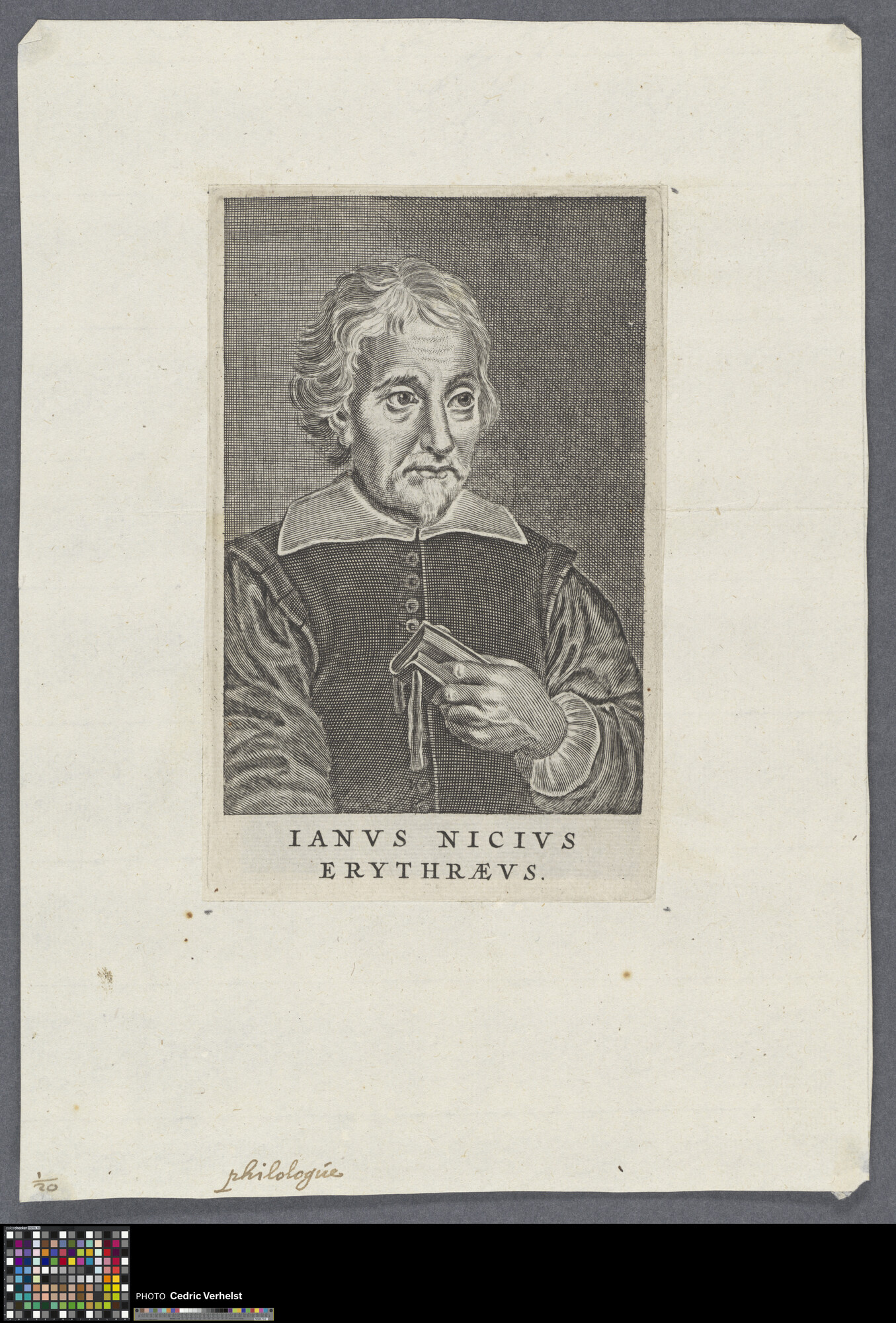
Grafik mit dem Bild von Rossi

Gian Vittorio Rossi, pseud. Ianus Nicius Erythraeus, (* 1570 in Rom; † 13. November 1647 ebenda) war ein italienischer Dichter, Historiker und Philologe.

## Leben
Rossi absolvierte ein Jurastudium an der Universität La Sapienza in Rom. 1603 wurde er Mitglied der Accademia degli Umoristi.
Gian Vittorio Rossi wurde von Kardinal Peretti protegiert, später von Kardinal Fabio Chigi, der erst apostolischer Nuntius in Köln war und später als Papst Alexander VII. bekannt wurde.

## Werke
- Pinacotheca imaginum illustrium virorum. Leipzig 1592.
- Epistulae ad diversos. Köln 1645.
- Dialogi septendecim. Köln, 1645.
- Epistulae ad Tyrrhenum et ad diversos. Köln 1739.